# Königsberger Hartungsche Zeitung

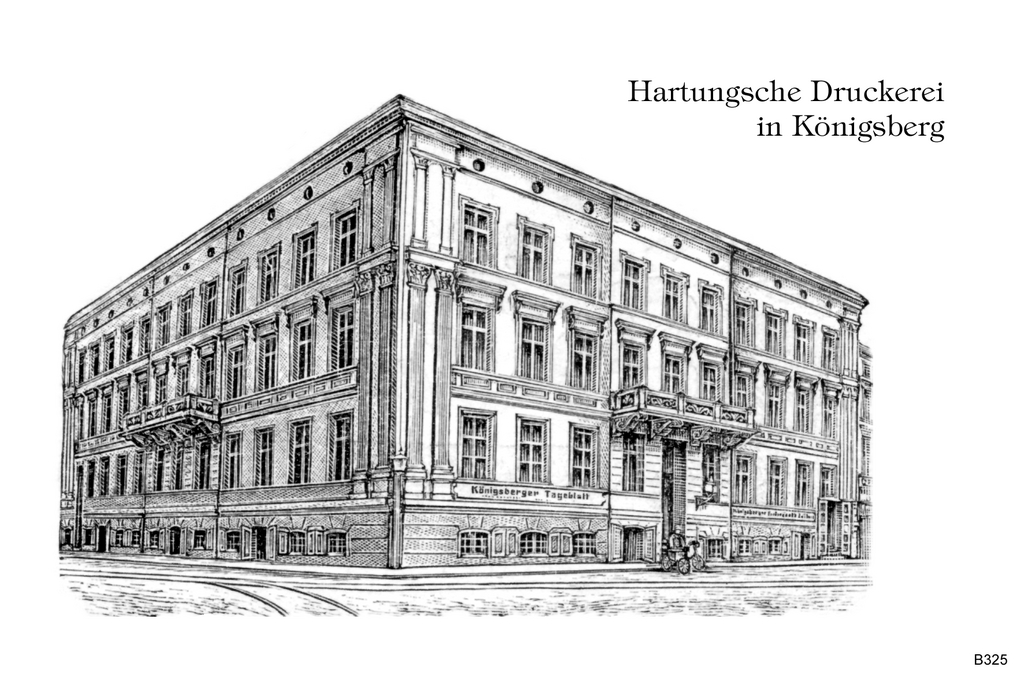
Типография газеты в здании ратуши Лёбенихта

Königsberger Hartungsche Zeitung (Кёнигсбергер Хартунгше Цайтунг, в переводе с немецкого — Кёнигсбергская Гартунгская газета) — это ежедневная газета, выходившая в Кёнигсберге в 1850—1933 гг.
«Кёнигсбергская Гартунгская газета» являлась одним из самых крупных и авторитетных печатных изданий Восточной Пруссии и была известна за её пределами.
Немецкий писатель Томас Манн упоминал «Гартунгскую газету» в своем знаменитом романе «Будденброки. История гибели одного семейства» (1901). Один из героев романа — молодой разночинец Мортен Шварцкопф — так охарактеризовал газету: «Они, видите ли, недостаточно почтительно пишут о правительстве, о дворянстве, о попах и о юнкерстве… и вдобавок умеют водить за нос цензуру».

### Главные редакторы
| Имя               | Годы работы |
| ----------------- | ----------- |
| Йохан Якоби       |             |
| Фердинанд Михельс |             |
| Эмиль Вальтер     | 1896-1903   |
| Густав Херцберг   | 1903-1912   |
| Пауль Листовски   | 1912-       |